# 春光台公園
春光台公園（しゅんこうだいこうえん）は、北海道旭川市にある公園。

## 概要
旭川市中心部から北へ約5 kmに位置し、なだらかな丘陵地にある。国道12号（旭川新道）が公園南側を通り、北海道道72号旭川幌加内線が縦断して公園を東西に分けている。園内東側の沢筋には約750mに渡ってミズバショウが自生している。
1912年（明治45年）にオーストリアのテオドール・エードラー・フォン・レルヒ中尉が旭川を訪れた際、現在の春光台公園スキー場で第七師団や旭川中学（現在の北海道旭川東高等学校）の学生に「オーストリア流の単杖スキー術」の指導をしており、これを「北海道スキー発祥之地」として園内には記念碑がある。また、公園に隣接している春光台配水場（覆蓋付緩速ろ過池）は1985年（昭和60年）に「近代水道百選」、2013年（平成25年）に「土木学会選奨土木遺産」に選定されている。

## 歴史
旧日本軍の演習場の一部を大蔵省（当時）から借り受けて（大部分を私有地として所得）1949年（昭和24年）に都市計画決定したが、しばらく未整備の状態が続いた。なお、当初の公園名は「鷹栖公園」であった。1970年（昭和45年）から道道で分断している公園の西側部分を「市民の森」として1,800本の樹木を植栽して森を造成。1983年（昭和58年）からキャンプ場、冒険広場、宝くじ遊園などを造成した。1991年（平成3年）に公園の名称を「春光台公園」と改称。2009年（平成21年）にはパークゴルフ場がオープン。園路の整備も完了し、車椅子で利用できる区間も完成した。

## 施設
- 市民の森
- 冒険広場（フィールドアスレチック20基）
- キャンプ場
- 宝くじ遊園
- 歩くスキーコース（5 km）
- パークゴルフ場
- 文学の小径

## 碑
- 蘆花寄生木ゆかりの地（徳富蘆花）
- 北海道スキー発祥之地
- 軍用水道碑
- 治水の碑
- 若山牧水歌碑
- 三浦綾子『道ありき』文学碑

## 春光台公園が登場する作品
小説
- 徳冨蘆花 『寄生木』 - 1909年
- 太田紫織 『櫻子さんの足下には死体が埋まっている』 第三巻 「第参骨 託された骨」 - 2013年

アニメーション
- 『櫻子さんの足下には死体が埋まっている』 第漆骨・第捌骨 「託された骨 前編・後編」- 2015年

## 参考資料
- “春光台公園ガイド” (PDF).   旭川市公園緑地協会 (2013年). 2015年9月8日閲覧。